# Nemšová
Nemšová (mađ. Nemsó) je grad u zapadnoj Slovačkoj u Trenčinskom kraju. Grad upravno pripada Okrugu Trenčin.

## Zemljopis
Grad se nalazi u Ilava nizini na rijekama Váh i Vlára u podnožju Bijelih Karpata. Od središta okruga Trenčína Nemšová je udaljena 15, a od granice s Češkom 10 kilometara. 

## Povijest
Prvi pisani zapis o Nemšovi je iz 1246. godine. Današnji grad postoji od 1989. godine.
Naselja koja su pripojena gradu:
- Kľúčové (1985. godine)
- Ľuborča (1976. godine)
- Nemšová (glavno naselje)
- Trenčianska Závada (1985. godine)

## Stanovništvo
| Godina:     | 1993. | 2003.   | 2013.   | 2023.   |
| ----------- | ----- | ------- | ------- | ------- |
| Broj ljudi: | 6055  | 6220    | 6271    | 6240    |
| Razlika:    |       | +2,72 % | +0,81 % | -0,49 % |

| Godina:     | 2022. | 2023.   |
| ----------- | ----- | ------- |
| Broj ljudi: | 6292  | 6240    |
| Razlika:    |       | -0,82 % |

Po popisu stanovništva iz 2021. godine grad je imao 6335 stanovnika. Po popisu stanovništva u gradu živi najviše Slovaka.
- Slovaci 94,5 %
- Česi 0,6 %

Prema vjeroispovijesti najviše je rimokatolika 78,2 %, ateista 14,2 %  i luterana 0,8 %.

## Vanjske poveznice
- Službena stranica grada

### Ostali projekti
|  | Zajednički poslužitelj ima još gradiva o temi Nemšová |